# Letis letiformis
Letis letiformis är en fjärilsart som beskrevs av Achille Guenée 1852. Letis letiformis ingår i släktet Letis och familjen nattflyn. Inga underarter finns listade i Catalogue of Life.